# Noyant-et-Aconin
Noyant-et-Aconin ist eine ehemalige Gemeinde mit 474 Einwohnern (Stand: 1. Januar 2022) im Département Aisne in der Region Hauts-de-France (frühere Region: Picardie). Sie gehörte zum Arrondissement Soissons, zum Kanton Soissons-2 und zum Gemeindeverband GrandSoissons Agglomération.
Der Erlass vom 29. September 2022 legte mit Wirkung zum 1. Januar 2023 die Eingliederung von Noyant-et-Aconin als Commune déléguée zusammen mit der früheren Gemeinde Berzy-le-Sec zur neuen Commune nouvelle Bernoy-le-Château fest.

## Geographie
Der Ort mit den beiden namengebenden Ortsteilen wird von der Départementsstraße 1 durchquert, die Soissons mit Château-Thierry verbindet. Er liegt am Flüsschen Crise, das der Aisne zufließt, rund vier Kilometer südlich von Soissons.
Umgeben wird Noyant-et-Aconin von den Nachbargemeinden und der Commune déléguée:
| Courmelles                      | Belleu                                      |                              |
| Berzy-le-Sec (Commune déléguée) | Kompassrose, die auf Nachbargemeinden zeigt | Septmonts Rozières-sur-Crise |
|                                 | Villemontoire                               | Buzancy                      |

## Geschichte
Der Name des Ortsteils Noyant erschien erstmals 1297 als Noiant. Weitere Schreibweisen im Laufe der Zeit waren Noyan (1440, Kopialbuch des Hôtel-Dieu in Soissons), Noyam (1474, Kopialbuch des Hôtel-Dieu in Soissons), Noian (1606, Dokument des Bistums Soissons), Noyan (gegen 1750, auf der Carte de Cassini) und schließlich Noyant (1793). Im Jahre 1801 erfolgte die Fusion mit Aconin zur Gemeinde Noyant-et-Aconin.
Die Grundherrschaft von Noyant im Ancien Régime gehörte zum Bistum Soissons und unterstand der Burggrafschaft von Pierrefonds, der größten von sechs Burgherrschaften (Châtelleries) der Grafschaft Valois.
Der Name des Ortsteils Aconin erschien erstmals 1143 im Kopialbuch der Abtei Saint-Crépin-le-Grand in Soissons. Seine Schreibweise wechselte von Acconi (1219), villa de Anconi (1289), Aconnin (1297), Asconnin (1406) bis zur heutigen (gegen 1750, auf der Carte de Cassini).
Aconin unterstand ebenfalls der Burggrafschaft von Pierrefonds. Der Ruisseau du Visigneux sorgte für den Betrieb von zwei Weizenmühlen und einer Zuckerfabrikation.

## Bevölkerungsentwicklung
| Noyant-et-Aconin: Einwohnerzahlen von 1793 bis 2016                                                                        | Noyant-et-Aconin: Einwohnerzahlen von 1793 bis 2016 | Noyant-et-Aconin: Einwohnerzahlen von 1793 bis 2016 | Noyant-et-Aconin: Einwohnerzahlen von 1793 bis 2016 | Noyant-et-Aconin: Einwohnerzahlen von 1793 bis 2016 |
| --- | --------------------------------------------------- | --------------------------------------------------- | --------------------------------------------------- | --------------------------------------------------- |
| Jahr |                                                     |                                                     |                                                     | Einwohner                                           |
| 1793 | 1793                                                |                                                     | 209                                                 | 209                                                 |
| 1800 | 1800                                                |                                                     | 209                                                 | 209                                                 |
| 1806 | 1806                                                |                                                     | 205                                                 | 205                                                 |
| 1821 | 1821                                                |                                                     | 176                                                 | 176                                                 |
| 1831 | 1831                                                |                                                     | 196                                                 | 196                                                 |
| 1836 | 1836                                                |                                                     | 200                                                 | 200                                                 |
| 1841 | 1841                                                |                                                     | 217                                                 | 217                                                 |
| 1846 | 1846                                                |                                                     | 215                                                 | 215                                                 |
| 1851 | 1851                                                |                                                     | 228                                                 | 228                                                 |
| 1856 | 1856                                                |                                                     | 203                                                 | 203                                                 |
| 1861 | 1861                                                |                                                     | 284                                                 | 284                                                 |
| 1866 | 1866                                                |                                                     | 258                                                 | 258                                                 |
| 1872 | 1872                                                |                                                     | 282                                                 | 282                                                 |
| 1876 | 1876                                                |                                                     | 277                                                 | 277                                                 |
| 1881 | 1881                                                |                                                     | 250                                                 | 250                                                 |
| 1886 | 1886                                                |                                                     | 252                                                 | 252                                                 |
| 1891 | 1891                                                |                                                     | 292                                                 | 292                                                 |
| 1896 | 1896                                                |                                                     | 269                                                 | 269                                                 |
| 1901 | 1901                                                |                                                     | 230                                                 | 230                                                 |
| 1906 | 1906                                                |                                                     | 272                                                 | 272                                                 |
| 1911 | 1911                                                |                                                     | 263                                                 | 263                                                 |
| 1921 | 1921                                                |                                                     | 294                                                 | 294                                                 |
| 1926 | 1926                                                |                                                     | 371                                                 | 371                                                 |
| 1931 | 1931                                                |                                                     | 360                                                 | 360                                                 |
| 1936 | 1936                                                |                                                     | 322                                                 | 322                                                 |
| 1946 | 1946                                                |                                                     | 337                                                 | 337                                                 |
| 1954 | 1954                                                |                                                     | 298                                                 | 298                                                 |
| 1962 | 1962                                                |                                                     | 321                                                 | 321                                                 |
| 1968 | 1968                                                |                                                     | 367                                                 | 367                                                 |
| 1975 | 1975                                                |                                                     | 368                                                 | 368                                                 |
| 1982 | 1982                                                |                                                     | 445                                                 | 445                                                 |
| 1990 | 1990                                                |                                                     | 481                                                 | 481                                                 |
| 1999 | 1999                                                |                                                     | 461                                                 | 461                                                 |
| 2006 | 2006                                                |                                                     | 465                                                 | 465                                                 |
| 2011 | 2011                                                |                                                     | 487                                                 | 487                                                 |
| 2016 | 2016                                                |                                                     | 503                                                 | 503                                                 |
| Quelle(n): EHESS/Cassini bis 1999, INSEE ab 2006 Anmerkung(en): Ab 1962 offizielle Zahlen ohne Einwohner mit Zweitwohnsitz |                                                     |                                                     |                                                     |                                                     |

## Sehenswürdigkeiten
- Das Schloss Aconin.
- Die Kirche Notre-Dame aus dem 13. Jahrhundert, 1921 als  Monument historique klassifiziert (Base Mérimée PA00115850).
- Ein Waschhaus.
- Kriegerdenkmal (Monument aux morts).

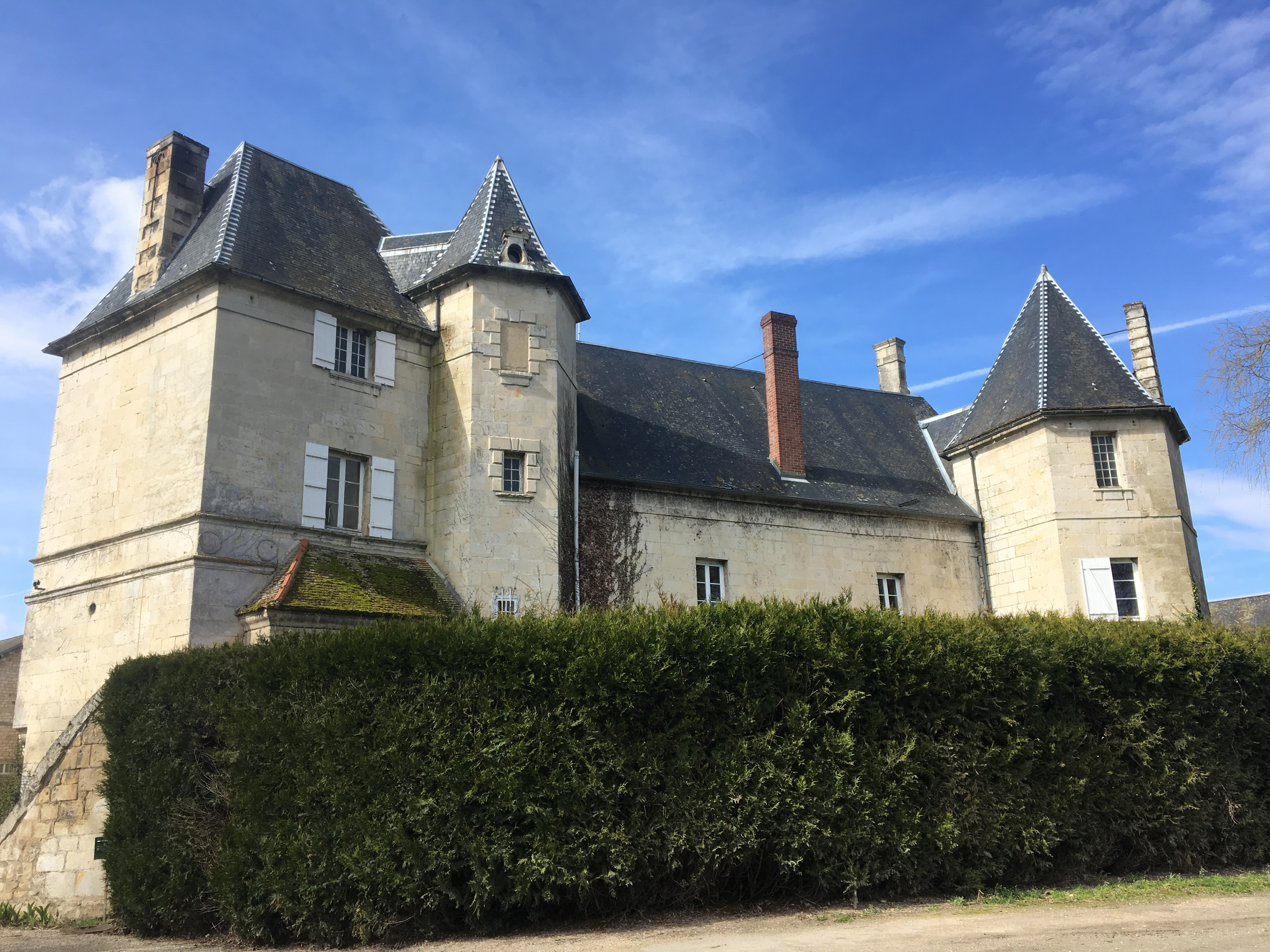
Schloss Aconin
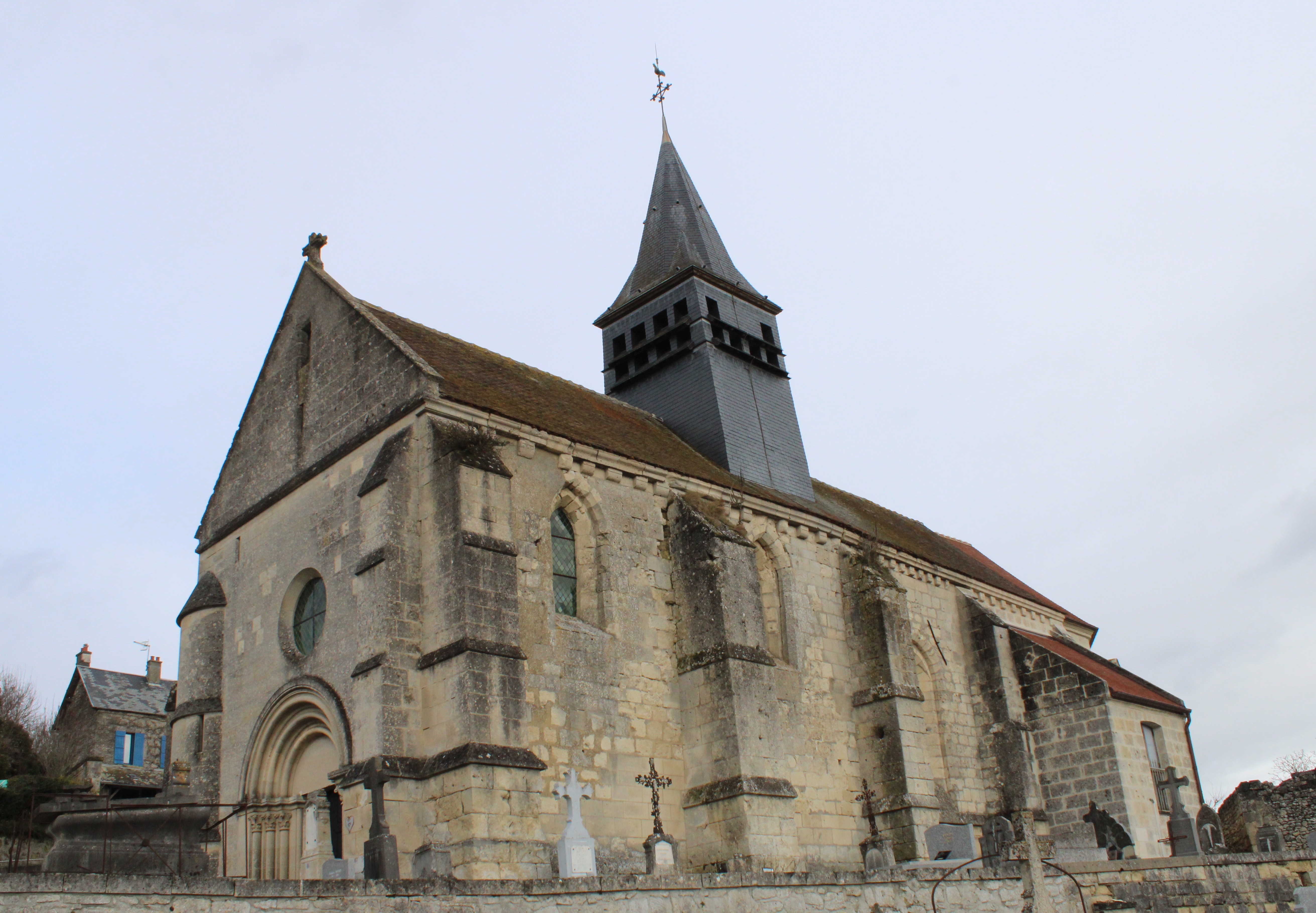
Kirche Notre-Dame
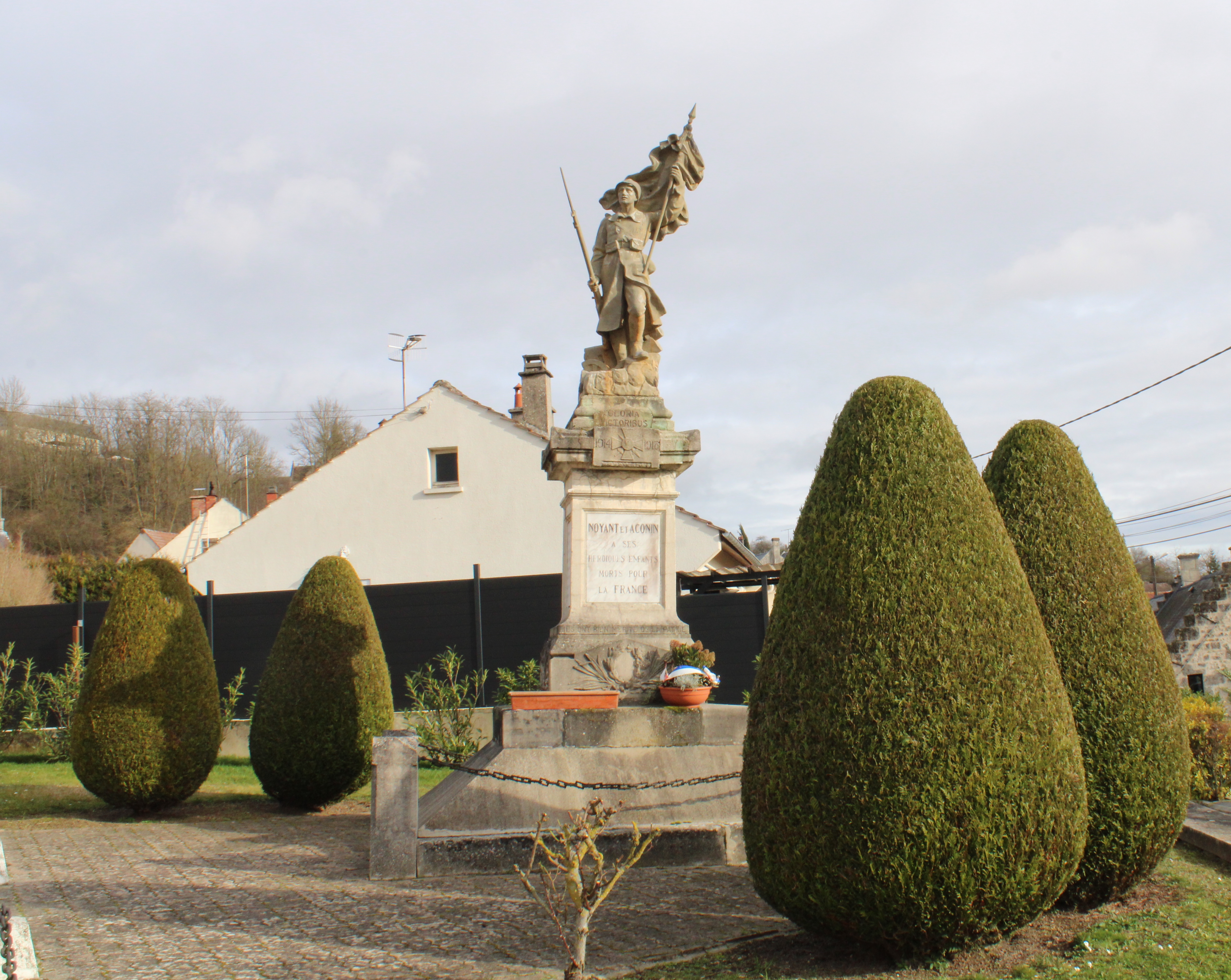
Kriegerdenkmal